# Yōko Tawada
Œuvres principales
- Le Voyage à Bordeaux (2009)
- Train de nuit avec suspects (2005)
- L'Œil nu (2005)
- Opium pour Ovide (2002)
- Narrateurs sans âmes (2001)

Compléments
- Site officiel

Yōko Tawada (多和田 葉子, Tawada Yōko), née le 23 mars 1960 à Tokyo, est une romancière japonaise. Elle écrit et publie en japonais et en allemand, sa seconde langue d'écriture.

## Biographie
Née à Tokyo en 1960, Yōko Tawada étudie la littérature russe à l'université Waseda à Tokyo. Elle a conservé d'un père communiste (rongé par le mal rouge aux dires de sa famille) une attirance pour la patrie de Lénine. Une fois diplômée de littérature russe elle voyage dans le Transsibérien. Elle s'installe à Hambourg en 1982 et après un stage dans la librairie d'un associé de son père, elle étudie la littérature allemande à l'université de Hambourg. Elle continue ses études à l'université de Zurich et rédige sous la direction de Sigrid Weigel une thèse de doctorat intitulée Spielzeug und Sprachmagie in der europäischen Literatur. Eine ethnologische Poetologie (Jouet et magie verbale dans la littérature européenne, Une poétologie ethnologique, 2000)[source insuffisante],.
En parallèle, elle publie ses textes, d'abord traduits du japonais, ensuite des œuvres entièrement écrites en allemand[réf. souhaitée]. Ainsi, son premier texte publié en 1987, Nur da wo du bist da ist nichts (« Il n’y a rien là où tu es, seulement là, rien »), un recueil de poèmes et de prose, est en deux langues (une page en allemand, l'autre en japonais, se lisant en allemand depuis le début, et en japonais depuis la fin), l'allemand ayant été traduit du japonais par Peter Pörtner (de).
Depuis 2006, elle vit à Berlin quand elle n'est pas écrivaine en résidence dans une université ou en tournée de lectures.
Depuis quelques années, le milieu universitaire s'intéresse à l'auteure et lui consacre des colloques.
Elle mène de front ses deux carrières littéraires, allemande et japonaise, très variées : roman, proses brèves, théâtre, poésie, théorie littéraire. Elle a été souvent récompensée dans les deux langues. Au Japon, elle a reçu le prix des jeunes auteurs décerné par la revue Gunzō pour son roman Perdre son talon (かかとを失くして, Kakato o ushinakushite), en 1991, puis le Prix Akutagawa en 1993 pour Le Mari était un chien (犬婿入り, Inu muko iri). En Allemagne, elle est distinguée par le prix d’encouragement aux jeunes auteurs de la ville de Hambourg en 1990 et, en 1996, par le Prix Adalbert-von-Chamisso, réservé à des écrivains d'origine étrangère écrivant en allemand. Elle a reçu la médaille Goethe en 2005.
La traduction en langue anglaise de son roman The Emissary est sélectionné pour le National Book Award 2018 dans la catégorie « Traduction ».

## Inspirations et influences
« La pratique de plusieurs langues donne une extériorité à son propre texte », dit Yōko Tawada dans un entretien avec le journal L'Humanité ». Mais cette propension à se regarder du dehors ne suffit pas à expliquer le choix de l'allemand, qui, finalement, est dû à un hasard ou peut-être aussi à l'impossibilité de faire des études en Russie ou en Pologne au moment de son arrivée à Moscou en 1982. Ayant trouvé un stage à Hambourg, elle a fini par choisir l'allemand. Or, le plus important pour elle était le fait d'étudier une langue européenne.
Cette confrontation d'une langue de logogrammes avec une langue alphabétique a fait beaucoup évoluer son style, à travers lequel elle procède à une ethnologie de la langue et de ceux qui la parlent. Chaque lettre de l'alphabet apparaît dans ce sens comme un logogramme japonais. Le « I », un simple bâton, peut-il vraiment désigner un individu ? En japonais, il existe beaucoup de signes qui signifient le moi, mais sans avoir le statut d'un pronom personnel, dit-elle dans «Diagonal » (enregistrement d'une lecture publique avec la pianiste Aki Takase).
La pratique de deux langues si différentes permet aussi de distinguer entre différentes pratiques de langue. Dans l'entretien déjà évoqué, elle dit aussi qu'elle n'aurait jamais l'idée de lancer des injures à cause du mauvais temps en japonais, tandis qu'elle le fait fréquemment en allemand. Dans son livre Talisman, elle s'étonne d'une collègue de bureau qui gronde son crayon comme s'il était un être humain et prend cela pour de l'animisme allemand, mais aussi pour une spécificité de cette langue, comme si le crayon dans cette langue était doté d'une résistance contre ses utilisateurs.
Cette confrontation avec la culture et la littérature allemande marque certaines inspirations de son œuvre telle que la présence de Kafka dans son roman L'Œil nu.

## Reconnaissance universitaire
Habituée des résidences et des ateliers en milieu universitaire (aux États-Unis, au Japon et en Europe), Tawada se voit depuis quelques années consacrer des colloques internationaux. Le spécialiste américain de littérature japonaise Doug Slaymaker, promoteur en quelque sorte de l’œuvre de Tawada aux États-Unis, en a été le précurseur.
D'autres lui ont emboîté le pas. Ainsi l'université de Tours a organisé en 2009 un colloque international autour de son œuvre et en présence de l'auteure : Weltliteratur au global village, Notes sur l'oreiller occidental-oriental de Yōko Tawada,qui a donné lieu à une publication (articles en français, allemand ou anglais) dans la revue Etudes germaniques en 2010. D'autres colloques ont eu lieu à Vienne (mars 2011), à la Sorbonne (mars 2012), à Bamberg (juillet 2022), etc. Des postes de professoresse associée ont suivi, par exemple en 2011 à l'université de Hambourg, qui fut longtemps sa ville d'adoption.

## Événements
Yōko Tawada participe à l'enregistrement de Diagonal avec la pianiste de jazz japonaise Aki Takase. C'est également avec cette dernière qu'elle donne en janvier 2019 une performance à la Maison Heinrich Heine de Paris, en l'occurrence une lecture du Sommeil d'Europe accompagnée des improvisations de la pianiste. 
La remise du prix Kleist à Yoko Tawada à l'automne 2016 donne lieu à une manifestation originale: au Berliner Ensemble, dans une mise en scène conçue avec son directeur Claus Peymann, en présence du comédien Lars Eidinger qui donne lecture d'une nouvelle de Kleist, et avec un éloge de Tawada par Ulrike Ottinger, la remise de prix se déroule dans un décor entièrement noir avec, en bord de scène, des blocs de glace qui fondent progressivement au cours de la soirée, écho aux préoccupations de Tawada sur le climat telles qu'elles apparaissent notamment dans son roman Histoires de Knut inspiré du célèbre ourson Knut du zoo de Berlin. 
Peter Ablinger, compositeur autrichien, a intégré Das Libretto de Yōko Tawada à l'intérieur d'un opéra, « mêlant diverses expressions artistiques (architecture, installation, cinéma, littérature, concert) en l'adaptant à chaque fois au lieu où il est représenté, work-in-progress, qui est recréé à chaque nouvelle représentation ».

## Traduction
« En traduisant on traverse des frontières, on change ou modifie des noms, pas seulement ceux des protagonistes, mais aussi celui de l'auteur », dit-elle.[réf. nécessaire]

## Cinéma
Yōko Tawada écrit d'une façon visuelle, en plus d'être attachée à la matérialité de la langue. Sa langue maternelle, langue d'idéogrammes, renforce cet intérêt, qu'elle porte aussi aux autres langues qu'elle connaît et pratique. Il lui arrive fréquemment de considérer les lettres de l'alphabet comme des idéogrammes : comment le "I", je en anglais, une sorte de bâton debout, peut représenter l'individu. Et s'il tombe ?[Interprétation personnelle ?]
Un de ses livres est directement inspiré du cinéma : L'Œil nu. Chaque chapitre a pour titre celui d'un film avec Catherine Deneuve et consiste à écrire ou récrire le film en fonction de l'aventure de l'héroïne du livre, une jeune Vietnamienne, qui initialement a été invitée à participer à un congrès de jeunesse à Berlin-Est, s'est fait enlever et séquestrer par un étudiant d'Allemagne de l'Ouest à Bochum et a finalement réussi à s'échapper. Arrivée à Paris (après avoir pris le train dans la mauvaise direction, vers l'Ouest), elle fréquente assidument les salles de cinéma où elle voit des films avec Catherine Deneuve. Ne comprenant pas le français, elle  elle s'identifie au personnage et à sa voix.[Interprétation personnelle ?]
Yoko Tawada a également joué dans le film Unter Schnee d'Ulrike Ottinger, dont elle a aussi prononcé l'éloge lors de la Berlinale 2020 (texte en allemand).

## Citations
- « Vous observez un idéogramme chinois sans connaître un mot de chinois. Probablement vous y comprenez quelque chose, même si vous n’y comprenez rien… »[réf. nécessaire]
- « Comme je ne comprenais pas le français, j’ai été d’autant plus étonnée de découvrir le mot la vie au milieu du mot Klavier... »[10]